# Les Enfants rouges (film)
Pour plus de détails, voir Fiche technique et Distribution.
Les Enfants rouges est un film dramatique tunisien, français, belge, polonais, saoudien et qatari réalisé par Lotfi Achour et sorti en 2024,.

## Fiche technique
Sauf indication contraire, les informations mentionnées dans cette section peuvent être confirmées par les bases de données cinématographiques IMDb et Allociné,  présentes dans la section « Liens externes ».
- Titre original : Les Enfants rouges
- Réalisation : Lotfi Achour
- Scénario : Natacha de Pontcharra, coécrit avec Lotfi Achour, Doria Achour et Sylvain Cattenoy
- Musique : Jawhar Basti et Venceslas Catz
- Conseil artistique : Anissa Daoud
- Décors : Mohamed Mouhli
- Costumes : Nabila Cherif
- Photographie : Wojciech Staroń
- Son : François Dumont
- Montage : Ewin Ryckaert, Malek Chatta et Anne-Laure Guégan
- Production : Anissa Daoud, Sébastien Hussenot et Lotfi Achour
  - Production exécutive : Olfa Ben Achour
  - Production associée : Andreas Roald, Dan Weschsler et Jamal Zeinal Zade
  - Coproduction : Jacques-Henri Bronckart, Krystyna Kantor, Tatjana Kozar, Gwennaëlle Libert, Joanna Szymanska et Edyta Janczak-Hiriart
- Société de production : La Luna Productions
- Société de distribution : Nour Films
- Pays de production :  France,  Tunisie,  Belgique,  Pologne,  Arabie saoudite et  Qatar
- Langue originale : arabe
- Format : couleur — 2,39:1 — son 5.1
- Genre : drame
- Durée : 100 minutes
- Dates de sortie :
  - Suisse : 9 août 2024 (Locarno)
  - France : 8 octobre 2024 (Festival de Saint-Jean-de-Luz) ; 7 mai 2025 (sortie nationale)
  - Pologne : 12 octobre 2024 (Varsovie)
  - Arabie saoudite : 7 décembre 2024

## Distribution
Sauf indication contraire, les informations mentionnées dans cette section peuvent être confirmées par les bases de données cinématographiques IMDb et Allociné,  présentes dans la section « Liens externes ».
- Ali Helali : Achraf
- Yassine Samouni : Nizar
- Wided Dadebi : Rahma
- Younes Naouar : Mounir, le frère de Nizar
- Latifa Gafsi : Mbarka
- Salha Nasraoui : Zina
- Jemii Lamari : Youssef
- Mounir Khazri : Moncef
- Noureddine Hamami : Bechir
- Eya Bouteraa : Hasna